# 카잔 (도구)

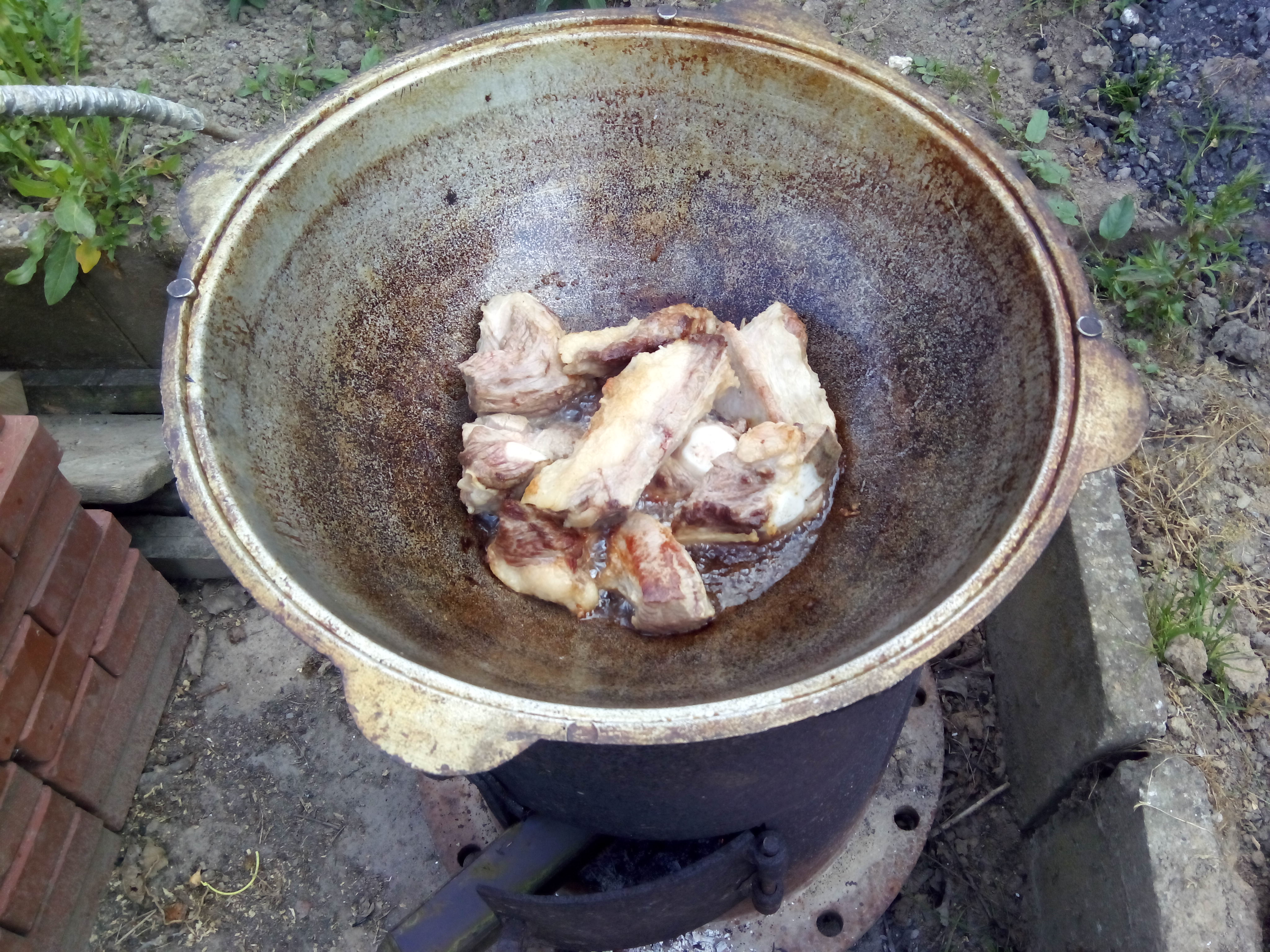
카잔

카잔(키르기스어: казан, 카자흐어: қазан, 우즈베크어: qozon 코존, 타지크어: дег 데르)은 중앙아시아에서 쓰는 솥이나 웍과 비슷한 조리 도구이다. 팔라브(필라프)나 쇼르바(초르바), 카잔 케밥 등을 만들 때 쓴다.

## 같이 보기
- 카잔 케밥